# 特斯拉内华达超级工厂
特斯拉内华达超级工厂（英語：Tesla Giga Nevada，或者 Gigafactory 1）是一家锂离子电池和电动载具配件工厂，位于美国内华达州斯托里县。该工厂隶属于特斯拉公司，并为该公司的电动汽车提供电池组（上海工厂制造的汽车除外）。该工厂分為多期，每一部份施作可獨立運行數條電動車組裝生產線，已經完成的頭一部份的生產線，該單位于2016年第一季度开始生产活动。内华达州长布莱恩·桑多瓦估计该工厂的建设将在未来的20年为内华达州创造多达100亿美金的经济收益。完全建成后，该工厂将成为按照物理面积计算的世界最大建筑，和按照使用面积计算的世界第二大建筑，仅次于波音艾弗雷特工厂。工厂的开业仪式在2016年7月29日举行。

## 历史
特斯拉于2013年11月首次公开宣布十億級工廠计划，即使特斯拉汽车公司内部早已开始策划这项工程，但仍然還在確定細節。
在2014年的预测显示，至2020年十億級工廠将会有每年多达35兆瓦的电池产量。同时十億級工廠将会有6500名雇员，每年将生产20万辆特斯拉汽车。
同時作為起初生產電動車的電池芯唯一供應商，松下也因為作為特斯拉多年的密切結合對象而備受關注，在內華達州共築的愛巢中，自然也不乏有松下集團的身影，2014年七月松下集团宣布与特斯拉达就投资事宜达成合作，松下将为该工厂投资50亿美元。松下因此将领导该工厂的电池生产。特斯拉汽车CEO埃隆·马斯克称至2015年松下将投资15-20亿美元。2016年初松下总裁确认了一个投资额达16亿美元的计划以帮助该工厂实现全产能 但是在获得确切的特斯拉Model 3汽车的预订数量之后，松下宣布增发38.6亿美元的债券，其中大部分现金所得将会被投入到十億級工廠的建设。 届时特斯拉Model 3汽车上将只会使用松下生产的电池。。
特斯拉汽车公司和它的合伙人有意在2020年完成工厂的全部工程。该工厂将全部使用美国产钢材。特斯拉汽车公司是该工厂的唯一承建商。
截至2016年7月特斯拉已经在十億級工廠上投资超过4.31亿美元。特斯拉为该工厂举办了一个盛大的开张仪式，即使当时整个工厂的大小只有2020年计划的大约七分之一。

## 建设过程和原理

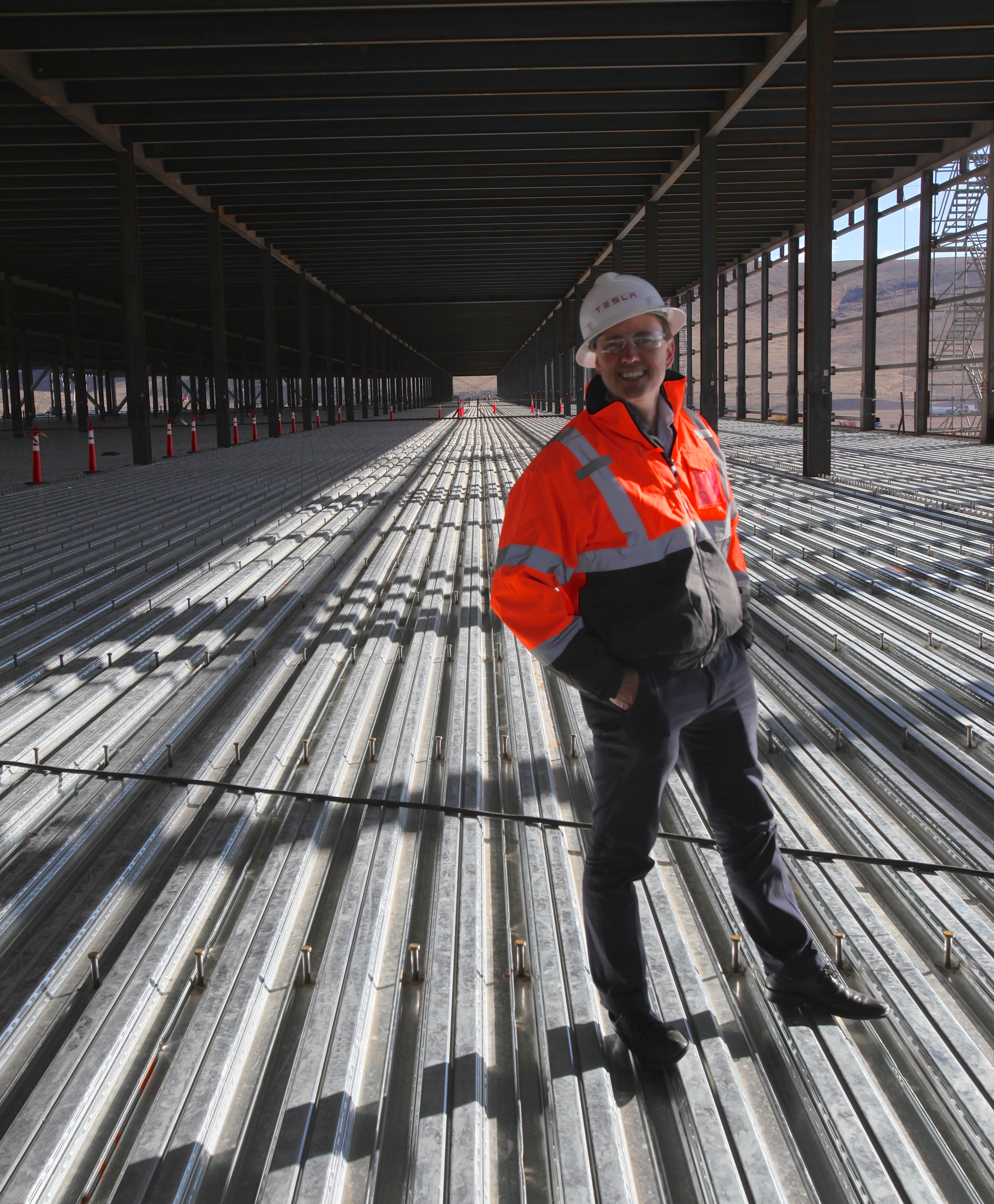
特斯拉董事之一史蒂夫·尤尔韦特松参观特斯拉十億級工廠的建设。

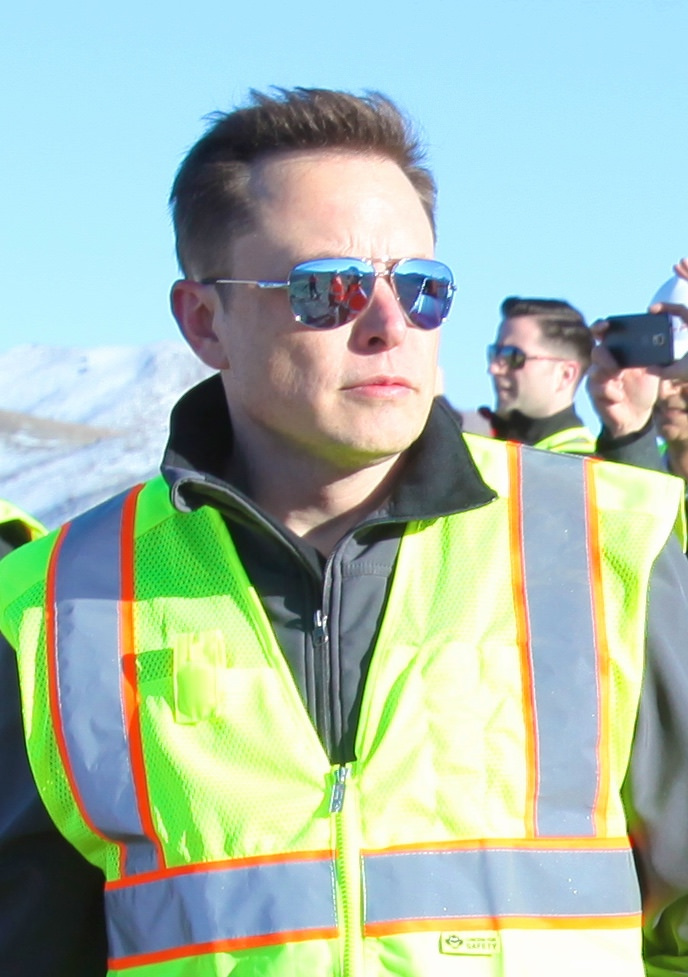
伊隆·马斯克于2015年3月参观特斯拉十億級工廠的建设。

特斯拉预计十億級工廠将会缩减汽车电池、Powerwall、Powerpack多达30%的生产成本。特斯拉的目标是在2020年工厂的电池产量达到50兆瓦时每年，以及在工厂所有建设完成之后，电池产量达到150兆瓦时每年，届时特斯拉将有每年生产150万辆电动汽车的产能。

### 设计
该工厂的设计遵循保持高质量的同时，降低生产成本和原材料使用的宗旨。 特斯拉的目标是在2020年将每千瓦时储量的电池成本降低到100美元以下。特斯拉声称这将达到在不考虑政府对新能源汽车的补贴的情况下，制造电动动力系统成本低于制造传统内燃机动力系统成本的临界点。

### 工厂位置
特斯拉在最初的规划中考虑了包括加利福尼亚州、亚利桑那州、内华达州、新墨西哥州和德克萨斯州在内的数个选址。2014年9月3日，工厂正式定址于内华达州雷诺，其中内华达州政府提供了大约12.5亿美元的税收优惠政策，包括20年的销售税减免和10年的财产税减免。此外还包括价值1.95亿美元的可转移的税收减免，这意味着特斯拉可以从销售这部分税收减免来直接获得现金。尽管内华达州预计这个工厂项目将会在20年内为当地带来1000亿美元的经济效应，经济学家却认为这个数字有严重被夸大的成分，比如政府将即将在该工厂工作的上千名新特斯拉员工都计算为现在的失业人口，并且没有考虑到这部分新员工所带来的公共财政支出的增加。

### 未来扩张
在未来建造更多的十億級電芯工廠之前，特斯拉也许会考虑扩张现有的十億級工廠1。2015年6月，特斯拉宣布其将购置754公顷的土地，紧邻现有的400公顷的工厂建址。特斯拉公司的发言人表示，该购置计划会为该工厂未来的扩张提供空间上的可能。内华达州长办公室经济发展部门负责人史蒂夫·希尔在谈到特斯拉与内华达州政府关于扩张计划由特斯拉主导决定的协定时表示，特斯拉称十億級工廠1所使用的土地将最多不超过1百万平方米，建筑将全部为1或2层矮层建筑。该负责人还说，2015年特斯拉CEO埃隆·马斯克表示，特斯拉还没有使用全部一百万平米土地的计划，但是他声称将现有规划中的十億級工廠1的面积增大50%~100%。 

## 运营
前任乐高高层、特斯拉汽车公司十億級工廠副总裁彼得·克劳森的团队将会负责十億級工廠的运营。
2015年10月特斯拉将Powerwall和Powerpack的生产线从弗雷蒙特工厂转移到了十億級工廠。特斯拉称该工厂的电池生产将会在2016年启动。该工厂计划在2016年生产相当于2013年全世界生产的锂电池数量。
2021年，内华达州超级工厂已生产100万个电池组。

## 产品

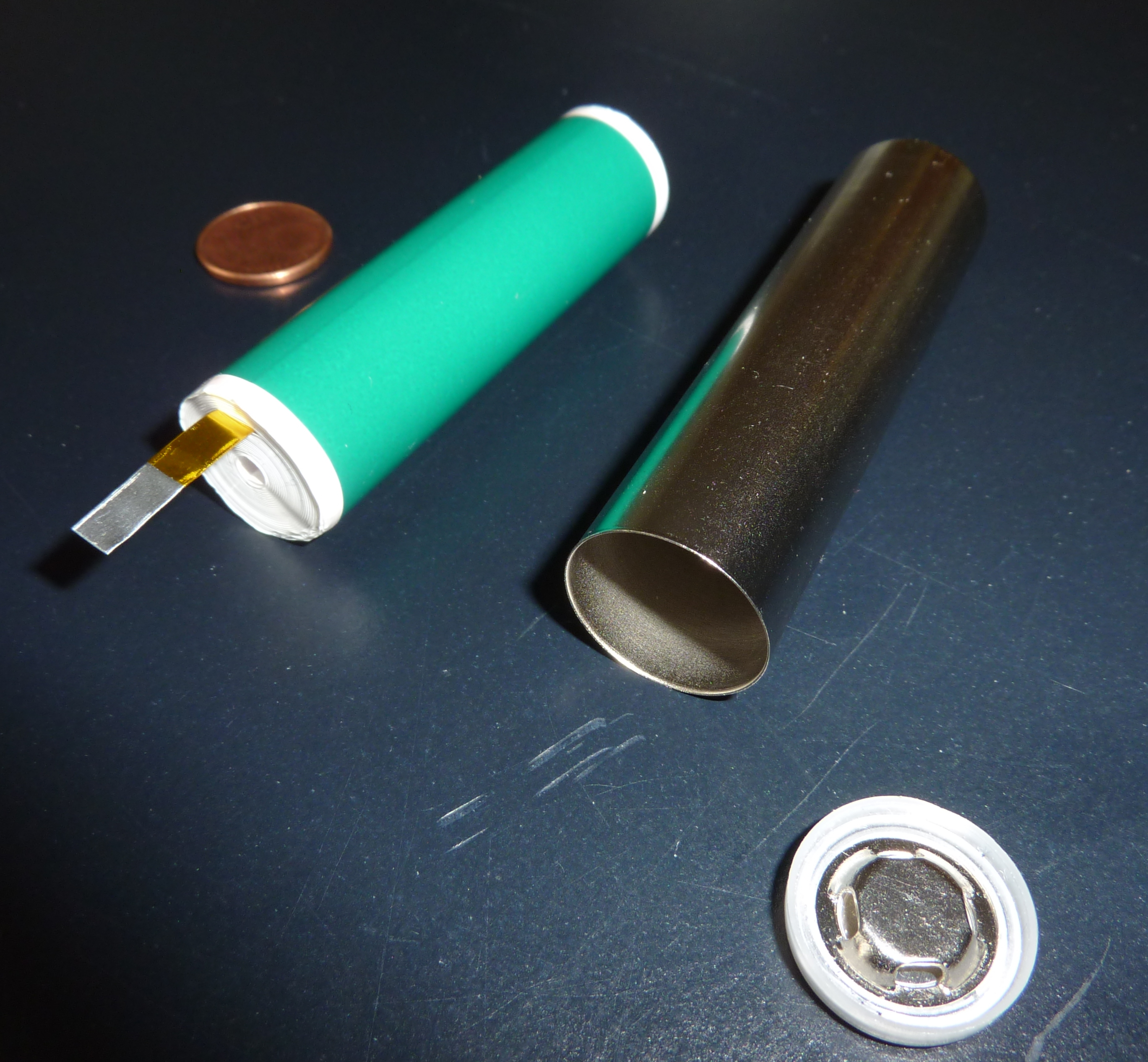
待组装的圆柱形电池（18650）。一辆特斯拉Model S汽车的电池由数千个这样的电池组成。

## 引用
1. ↑   (PDF).   [2021-01-03]. （原始内容存档 (PDF)于2019-10-31）.
2. ↑  Bond, Noah. . www.kolotv.com. 8abc. 2019-09-03. （原始内容存档于2019-11-10） （英语）.
3. ↑  "Elon Musk Debuts the Tesla Powerwall" （页面存档备份，存于）.
4. ↑  "Tahoe Reno Industrial Center" （页面存档备份，存于）.
5. ↑  (4 September 2015) Matthew L. Wald.
6. ↑  . Bloomberg.com. 2020-10-01  [2020-10-09]. （原始内容存档于2020-10-31） （英语）.
7. ↑  "Tesla Unveils Model 3" （页面存档备份，存于）.
8. 1 2  Ohnsman, Alan (September 5, 2014).
9. ↑  Tesla's Model 3 Gigafactory Will Have the "Largest footprint of any building" in the World （页面存档备份，存于） Inverse Retrieved 1 April 2016.
10. ↑  May 27, 2016 Just in live now.
11. ↑  "2013: Tesla Motors may make its own batteries" （页面存档备份，存于）.
12. ↑  Savov, Vlad (November 6, 2013).
13. ↑  "Tesla's Nevada Gigafactory to cost $5 billion" （页面存档备份，存于）.
14. ↑  Planned 2020 Gigafactory Production Exceeds 2013 Global Production （页面存档备份，存于） Tesla, 2014.
15. ↑  Trudell, Craig (March 27, 2015).
16. ↑  Ramsey, Mike (7 Jan 2016), "Panasonic Will Bet Big on Gigafactory" （页面存档备份，存于）, www.wsj.com
17. ↑  "Panasonic to raise $3.9 billion, partly to finance Tesla plant investment" （页面存档备份，存于）.
18. ↑  "Tesla Motors, Inc. 的存檔，存档日期2016-09-11.
19. ↑  "Tesla Motors Inc Expects To Spend $2 Billion On Gigafactory Construction" 的存檔，存档日期2016-09-11..
20. ↑  "Elon: Nope, Not Jumping To Samsung SDI, Using Panasonic Battery Cells For Tesla Model 3, Model S, Model X" （页面存档备份，存于）.
21. ↑  "Gigafactory | Blog | Tesla Motors" （页面存档备份，存于）. teslamotors.com.
22. ↑  "Tesla's entire future depends on the Gigafactory" （页面存档备份，存于）.
23. ↑  "Tesla Reveals Gigafactory Woes, Possible SEC Probe in Latest After-Hours News Dump" （页面存档备份，存于）.
24. 1 2  Weintraub, Seth (July 28, 2016).
25. ↑  "Tesla Gigafactory Grand Opening Video" （页面存档备份，存于）.
26. ↑  "Inside Nevada's $1.3 billion gamble on Tesla" （页面存档备份，存于）.
27. ↑  "Reports: Tesla Selects Nevada as Giga Battery Factory Site" （页面存档备份，存于）.
28. ↑  Jerry Hirsch (30 May 2015).
29. ↑  Jerry Hirsch (30 May 2015).
30. ↑  Jerry Hirsch (2 June 2015).
31. ↑  "Musk defends receiving $4.9 billion in government support for Tesla, SolarCity and SpaceX" （页面存档备份，存于）.
32. ↑  Hidalgo, Jason (23 July 2015).
33. 1 2  Lambert, Fred (2016-03-09).
34. ↑  .   [2022-01-13]. （原始内容存档于2021-09-05）.